# IATF 16949
IATF 16949:2016 es una Norma de Sistema de Gestión de la Calidad Automotriz, que junto con los requisitos específicos de los clientes que sean aplicables, los requisitos de la Norma ISO 9001:2015 y la Norma ISO 9000:2015, define los requisitos fundamentales del sistema de gestión de la calidad en las organizaciones que fabrican piezas de producción y piezas de servicio en la industria automotriz.
Como tal, IATF 16949 no puede considerarse una Norma de gestión de la calidad por sí sola, sino que necesita entenderse como un suplemento de la Norma ISO 9001:2015 y utilizarse junto con esta última.
Se basa en la norma ISO 9001:2015 y la primera edición se publicó en junio de 1999 como ISO/TS 16949:1999. IATF 16949:2016 reemplazó a ISO/TS 16949 en octubre de 2016.
La norma fue preparada por el International Automotive Task Force (IATF) y armoniza las reglamentaciones específicas de cada país sobre los sistemas de gestión de la calidad.

## Antecedentes históricos
ISO/TS 16949 fue una Especificación Técnica (de ahí las siglas «TS», Technical Specification) cuya primera versión surgió en el año 1999.
Tuvo una segunda versión en el año 2002 y una tercera en el año 2009, siendo esta última reemplazada por IATF 16949 en el año 2016.
ISO/TS 16949 era un estándar de gestión de la calidad basado en la norma ISO 9001 y ha ido sucediendo las actualizaciones de esa norma.
En 1994 y previo a ISO/TS 16949, un desarrollo conjunto entre los 3 grandes constructores norteamericanos (también conocidos como «Big three») derivó en el estándar conocido como QS 9000.
General Motors, Ford Motor Company y Chrysler aunaron esfuerzos para desarrollar uno de los primeros estándares automotrices con alcance global. En el año 2006 se cancelaron por completo las certificaciones bajo QS 9000 y esta norma fue reemplazada por ISO/TS 16949.

## Contenido de la norma
Los capítulos principales de la norma son:
1. Objeto y campo de aplicación
2. Referencias normativas
3. Términos y condiciones
4. Contexto de la organización
5. Liderazgo
6. Planificación
7. Apoyo
8. Operación
9. Evaluación del desempeño
10. Mejora

El objetivo de esta norma automotriz es el desarrollo de un sistema de gestión de la calidad, que tenga en cuenta la mejora continua, poniendo énfasis en la prevención de defectos y en la reducción de la variación y de los desperdicios en la cadena de suministro.

## Interpretaciones sancionadas y preguntas frecuentes
Luego de ser publicada la norma IATF 16949, el organismo IATF publica periódicamente y según sea necesario, una serie de documentos llamados Interpretaciones Sancionadas (SIs por sus siglas en inglés) y Preguntas más Frecuentes (FAQs por sus siglas en inglés).
Las SIs son modificaciones sobre la interpretación de un requisito de IATF 16949 o de una regla, convirtiéndose en la base de una no conformidad. Las FAQ son explicaciones o aclaraciones de un requisito de una regla existente.

## Certificación
El esquema de certificación del organismo IATF está definido en un documento llamado reglas.
Estas reglas tienen requisitos y los mismos incluyen:
- los criterios para el reconocimiento de los organismos de certificación
- el proceso de auditoría de los organismos de certificación
- las calificaciones de los auditores de los organismos de certificación
- y los certificados de IATF 16949.

El proceso para realizar auditorías y emitir certificados válidos debe ser llevado a cabo por organismos de certificación reconocidos por el IATF.